# Halva

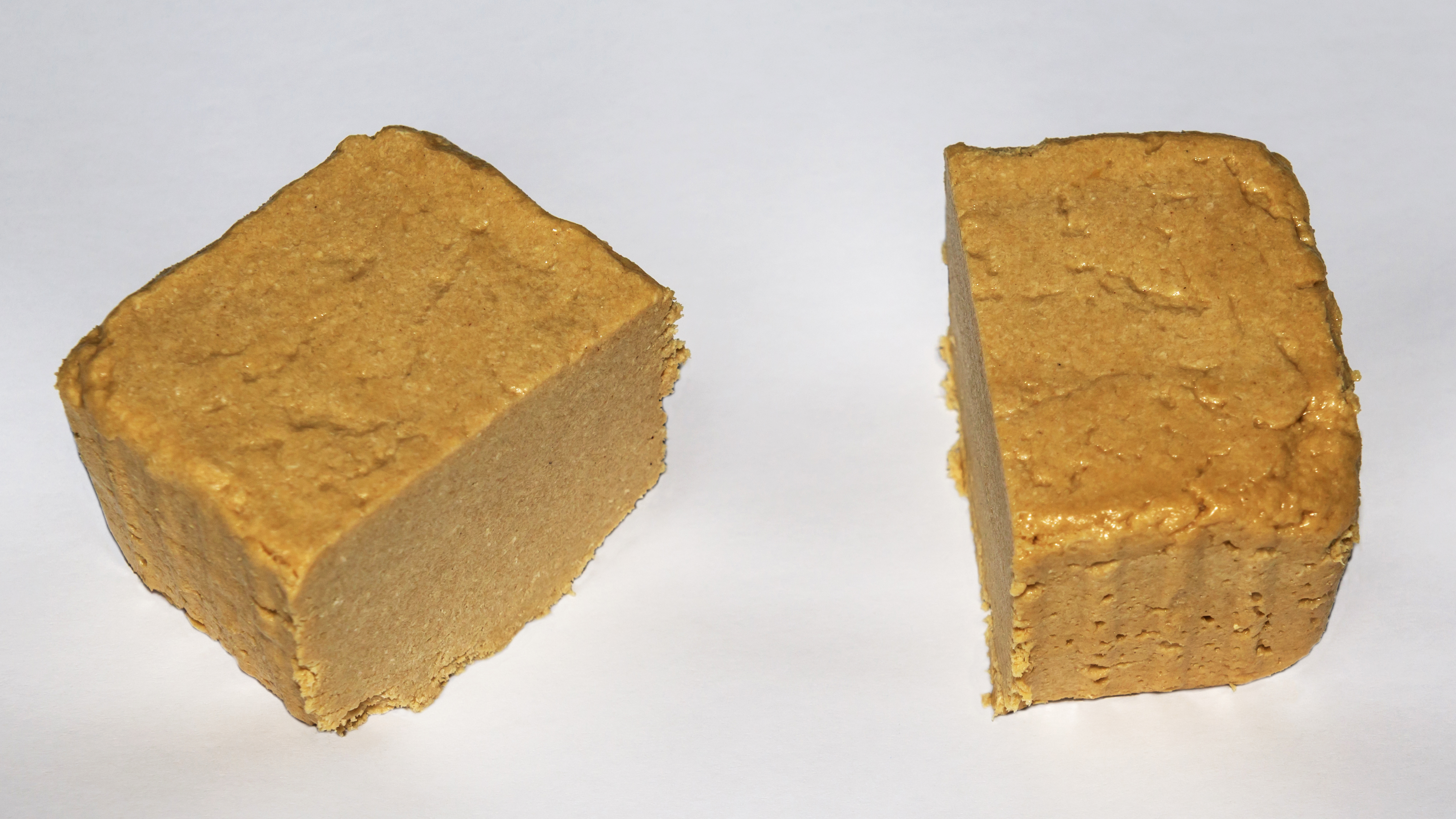
Halva

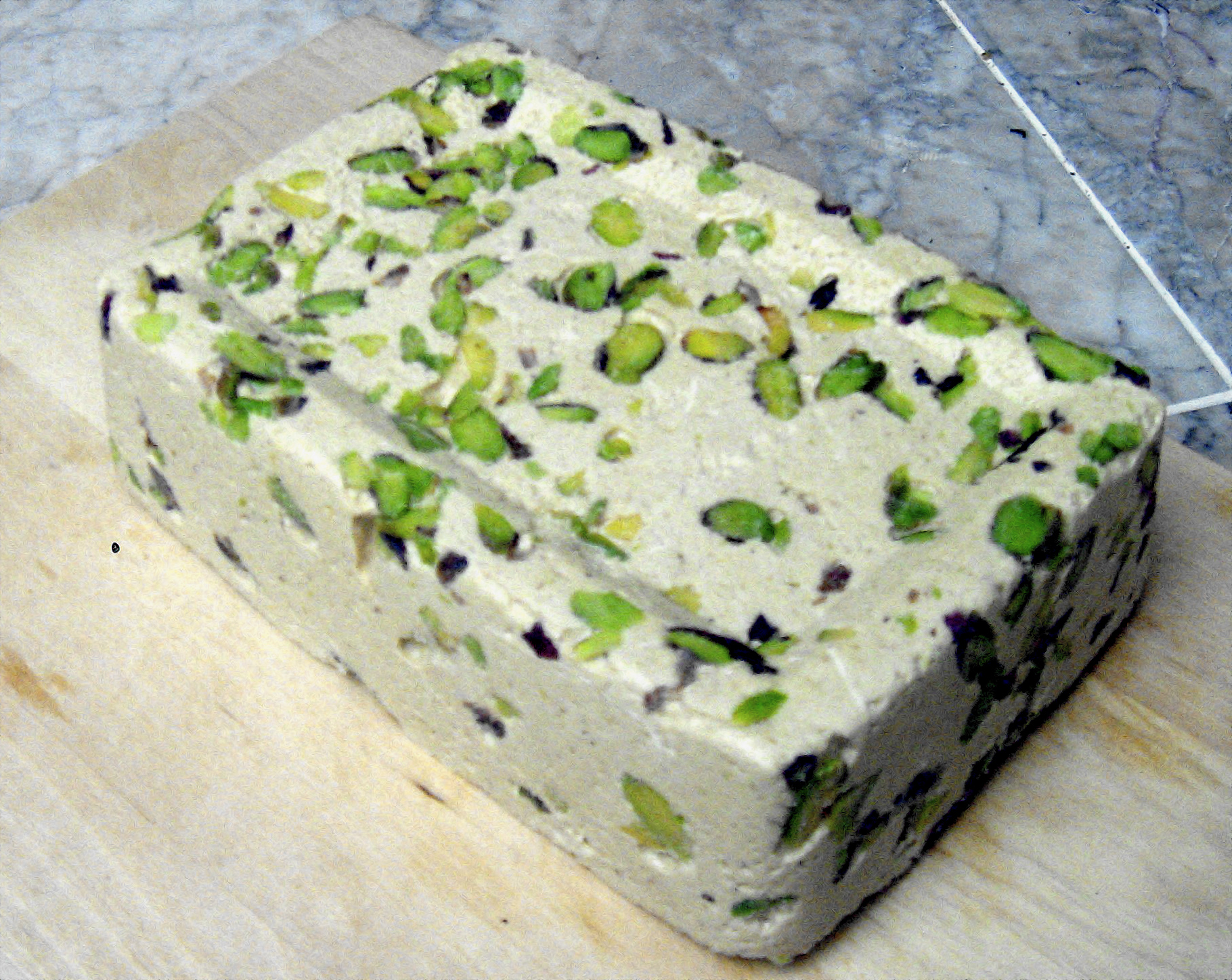
Pistazien-Halva

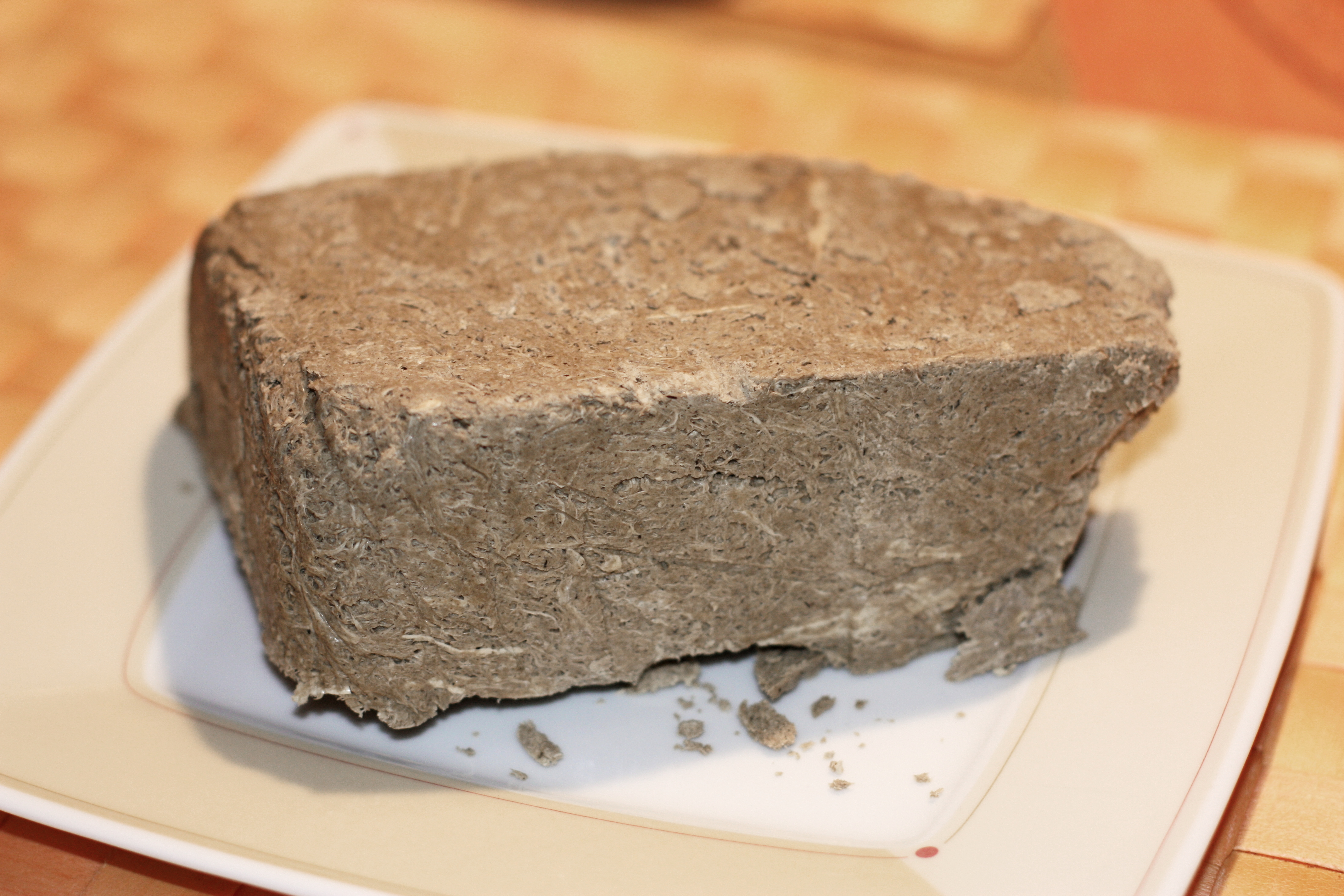
Halva aus Sonnenblumenkernen

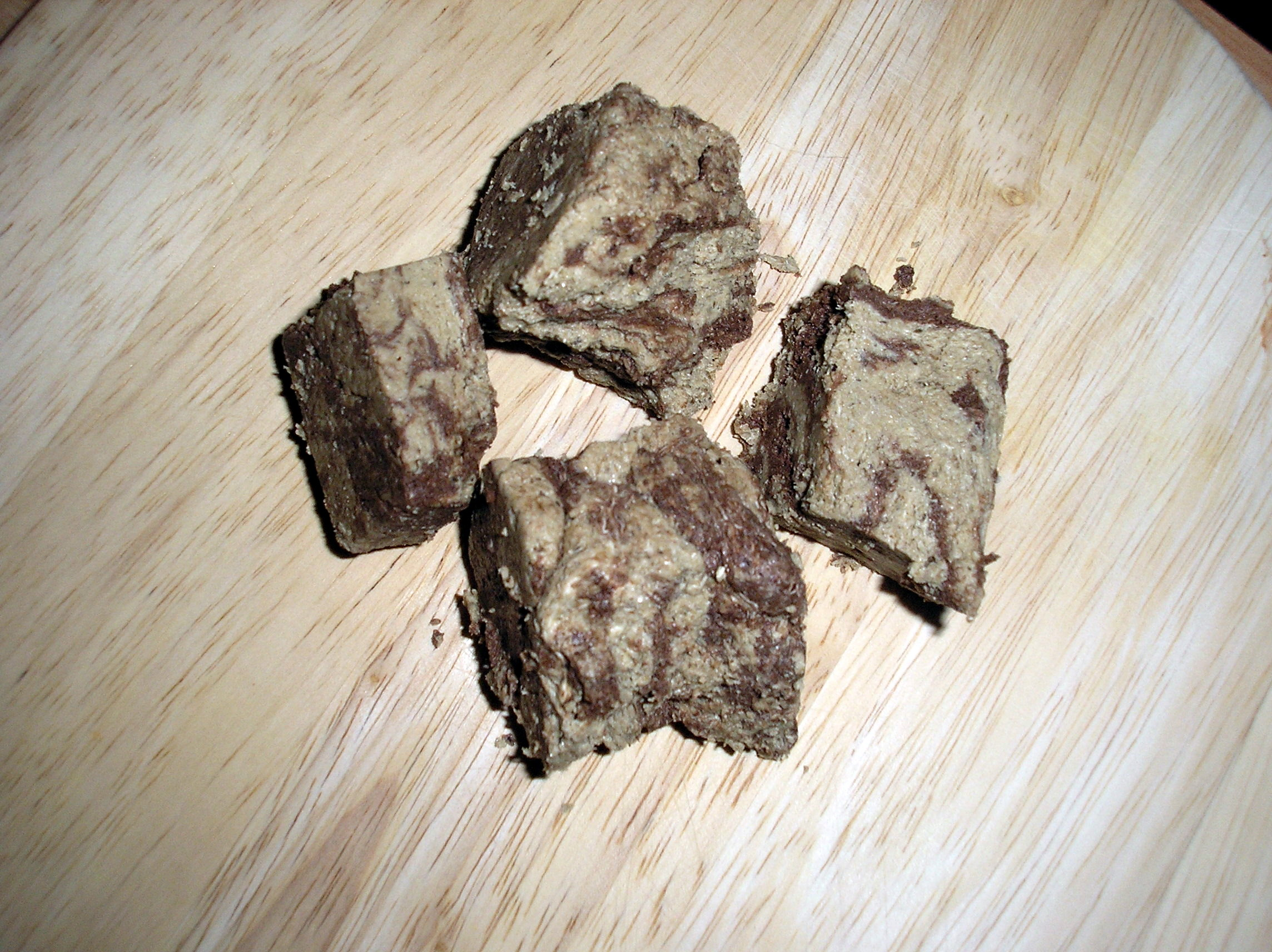
Sonnenblumenhalva

Halva oder Halwa(h) ist eine Süßwarenspezialität. Bekannt ist Halva in Vorderasien, Südost- und Osteuropa.

## Etymologie
Im Arabischen wird die Süßspeise als Halawa / حلاوة / ḥalāwa bezeichnet, welches sich von der Wurzel حلو / ‚süß‘ ableitet; in Israel ist sie unter dem Namen חלווה chalwa und in Polen unter dem Namen chałwa sehr beliebt. Im Iran ist sie bekannt als حلوا halva und in der Türkei als helva. In Griechenland χαλβάς chalvas/halvas; in Serbien wird sie unter den Namen алва alva oder халва halva angeboten, in Nordmazedonien als алва alva und im übrigen ehemaligen Jugoslawien als halva. Im Bulgarischen und Russischen ist sie unter chalwa (bulgarisch und russisch халва; Betonung auf dem Endvokal) bekannt.

## Zutaten
Obwohl sich die Zutaten von Region zu Region teilweise voneinander unterscheiden, besteht die Grundmasse generell aus einem Mus von Ölsamen und Honig, Zucker oder Glukosesirup.
Durch Zugabe von Vanille bzw. Ethylvanillin, Kakao, Nüssen, Mandeln, Rosenblüten oder Pistazien wird Halva verfeinert bzw. aromatisiert.

## Herstellung
Halva wird in drei Produktionsschritten hergestellt. Zuerst wird geschälte Sesamsaat zu einem Brei vermahlen. Dann werden Saccharose- und Glukosesirup als Lösung bei 130 bis 140 ℃ gekocht. Es wird Seifenwurzelextrakt oder ein anderes Aufschlagmittel wie Eiweiß zugesetzt, zu einer schaumigen Masse aufgeschlagen und unter Wärme weiter reduziert. Zum Schluss wird der Sesamkernbrei untergearbeitet. Folgende Rohstoffanteile werden für Halva (Halawa Tahina) angegeben: Saccharose 15–50 %, Glukosesirup 25–50 %, Eiweißlösung (Seifenwurzelextrakt) 5–15 % und Sesamkernbrei 15–20 %. Durch den hohen Ölanteil beim Sesam kann es zum Austritt von Öl aus der Masse kommen.
Umstritten ist die Verwendung von Seifenkraut als Zusatzstoff. Bis zum Jahr 2008 war die Zusetzung von Seifenkraut als Aufschlagmittel in der EU nicht zugelassen. In zahlreichen Untersuchungen wurde dennoch die Zusetzung festgestellt und bemängelt.
Nach Intervention der Türkei hat der Ständige Ausschuss für die Lebensmittelkette und Tiergesundheit der EU am 11. April 2008 Seifenkrautextrakt nicht als Lebensmittelzusatzstoff, sondern als „charakteristische Zutat“ in Halva und damit als zulässig eingestuft.